# Слон і мотузочок
«Слон і мотузочок» — радянський художній фільм режисера Іллі Фреза, знятий на студії «Союздитфільм» за сценарієм Агнії Барто в 1945 році.

## Сюжет
З ранку до вечора дівчатка одного з московських будинків невтомно стрибають через скакалки. І тільки маленька Лідочка ніяк не може навчитися стрибати. Одного разу уві сні мудрий слон дає їй пораду: щоб навчитися стрибати, треба спочатку зробити добру справу.

## У ролях
- Наталія Защипіна —  Лідочка
- Давид Маркиш —  Юра
- Віктор Павлов —  Борис
- Людмила Коломієць —  Катя
- Віллі Медников —  Вовка
- Фаїна Раневська —  бабуся
- Ростислав Плятт —  сусід
- Тамара Сезеневська —  мама
- Володимир Волчик —  тато
- Марія Виноградова —  сусідка
- Ірина Мурзаєва —  сусідка
- Борис Терентьєв —  офіцер
- Володимир Колчин —  хворий з книгою
- Олена Осипова — епізод

## Знімальна група
- Автор сценарію: Агнія Барто
- Режисер: Ілля Фрез
- Оператор: Гавриїл Єгіазаров
- Композитор: Лев Шварц